# 바이오메카트로닉스
바이오메카트로닉스는 생물학과 메카트로닉스를 통합하는 다양한 학제간의 과학이 적용된 학문이다. 그것은 또한 로봇공학과 신경과학의 학문 분야도 아우른다. 
바이오메카트로닉스의 한 예로는 휴허, MIT 교수의 업적을 살펴볼 수 있다. 그는 개구리의 다리의 근육을 수술하여 기계 물고기에 부착했고 전기적 자극을 근육 섬유에 흘려줌으로써 그 물고기가 헤엄칠 수 있도록 하였다. 이 실험의 목적으로는 사람의 근육, 골격 그리고 신경 시스템과 상호작용할 수 있는 기기를 만들고자 하는 것이다. 그리고 결국 이러한 기기들이 트라우마 또는 선천적으로 손상되거나 잃어버린 사람의 운동 능력을 도와주기를 기대하고 있다. 
바이오메카트로닉스학과는 생소한 이름이지만 여러 공대에서 배우는 것들을 넓게 포괄하는 학과이다. 물리학의 소위 5대 역학 중 4개인 정역학, 동역학, 고체역학, 열역학 등을 배우고, 전자전기에서 기초적인 회로이론과 간단한 하드웨어에 대해 배운다. 프로그래밍 역시 C 언어나 MATLAB을 배우며, 영상처리, 신호처리 등등도 포섭하는 매우 포괄적인 학과이다.d]
국내의 성균관대학교의 경우, 바이오메카트로닉스전공이 개설되어 있다. 성균관대학교 바이오메카트로닉스학과는 1970년대에 농업기계공학과에서 출발하여 1995년 생물기전공학과로 개명되었으며, 의공학, 생체재료학등 교수들이 충원되면서 1997년 바이오메카트로닉스학과로 개명되었다. 이에 따라 기존의 농업기계관련 과목들이 축소, 페지되고 의공학, 생체재료 관련 과목들이 신설되었다.
커리큘럼 및 취업 상황 등을 고려 하였을 때 기계공학과와 대부분 겹치기 때문에 공과대학 기계공학부로 흡수 통합되어야 한다는 의견이 있었으며, 이에 2010년경에 학교 측에서 흡수 통합을 추진하였으나, 기존 교수 및 졸업생의 반대로 무산된바 있다.
졸업생의 진출분야는 다양하다. 기계공학, 전기전자공학의 모집문야에 둘다 지원할 수 있기 때문이다. 일반적으로는 삼성, 현대, 두산과 같은 대기업의 취업이 많다. 근래에는 의료, 바이오 분야(삼성 바이오로직스 등)의 취직 및 관련 학과 교수임용도 증가하고 있다. 이외에 기존의 농업기계 분야에서도 여전히 강세이기 때문에 LS엠트론과 같은 사기업 뿐만 아니라, 농기평, 농진청 등에 취직도 활발하고, 국공립대학의 농업기계, 바이오시스템 학과의 교수로 임용되는 경우도 많다.

## 같이 보기
- 생물역학
- 의공학
- 생체공학
- 뇌-컴퓨터 인터페이스
- 사이버네틱스
- 기전공학